# Nova et Vetera
Nova et Vetera è una rivista trimestrale cattolica di teologia e cultura, fondata nel 1926 a Villars-sur-Glâne dal futuro cardinale Charles Journet in collaborazione con Jacques Maritain. Oltre alla versione francese, edita nella Svizzera romanda, nel 2003 Matthew Levering fondò una versione trimestrale in lingua inglese.
Nova et Vetera è sottoposta a revisione paritaria.
L'edizione inglese è un punto di incontro di studi filosofici e teologici da una prospettiva tomistica, fedele al Magistero e al Concilio Vaticano II, dedita al dialogo ecumenico e attraverso le discipline intellettuali.
Alla versione inglese hanno collaborato i seguenti autori: Robert Barron, Richard Bauckham, Romanus Cessario, Georges Cottier, Archbishop Joseph Augustine Di Noia, Cardinal Avery Dulles, Francis George, Richard B. Hays, F. Russell Hittinger, William Kurz, Bruce Marshall, Francis Martin, Frank Matera, Edward T. Oakes, Michele Schumacher, Christopher Seitz, Janet E. Smith, Geoffrey Wainwright, Thomas Weinandy, Robert Louis Wilken, e Stephen B. Clark,
Alla versione francese hanno collaborato i seguenti autori: Jacques Maritain, Raïssa Maritain, Georges Haldas, François Charrière, Théodore Strawinsky, André Feuillet, Ernest-Bernard Allo, Réginald Garrigou-Lagrange, Alexandre Cingria, Maurice Zundel, Gino Severini, Stanislas Fumet, Paul Claudel, Paul Zumthor.